# Dunajski krog
Dunajski krog (nem. Wiener Kreis) je neformalno poimenovanje za skupino znanstvenih teoretikov, matematikov, filozofov in logikov iz prve polovice dvajsetega stoletja (1922-1938), ki je delovala na Dunaju se je ukvarjala z logično analizo jezika, kritiko metafizike, filozofsko-logičnimi raziskavami matematike in drugih znanost. Združenje je bilo uradno registrirano in imenovano kot Društvo Ernsta Macha (Ernst Mach Verein). 
Vodja dunajskega kroga je bil Moritz Schlick, pomembni stalni sodelavci pa so bili še Rudolf Carnap, Otto Neurath, Hans Hahn, Olga Hahn-Neurath, Kurt Gödel, Friedrich Waismann, Philipp Frank, Herbert Feigl, Richard von Mises, Karl Menger, Felix Kaufmann, Viktor Kraft in Edgar Zilsel. Na nastanek in razvoj Dunajskega kroga je odločilno vplivala filozofija Ludwiga Wittgensteina s svojim delom »Logično-filozofski traktat«(1921). Člani dunajskega kroga so bili začetniki logičnega pozitivizma in kasnejše analitične filozofije (to ime je nastalo po pobegu večine članov dunajskega kroga v ZDA). Veliko so sodelovali s podobno logično usmerjenimi filozofi na Poljskem (»poljska logika«), Nemčiji (Berlinski krog) in občasnimi gostujočimi sodelavci, ki so pokazali zanimanje. Ti občasni gosti so bili Alfred Tarski, Hans Reichenbach, Carl Gustav Hempel, Willard Van Orman Quine, Ernest Nagel, Alfred Jules Ayer, Frank P. Ramsey. Ludwig Wittgenstein in Karl Popper sta sodelovala dopisno.
Njihovo delo pomeni velik prispevek k filozofiji znanosti, filozofiji jezika, sodobni logiki in filozofiji logike.